# Дретунь (Полоцкий район)
Дретунь (бел. Дрэ́тунь) — деревня в Полоцком районе Витебской области Беларуси. В составе Малоситнянского сельсовета.

## География
Расположена железнодорожная станция Дретунь. Пролегает дорога Н-3201.
Ближайшие населённые пункты Алёща, Малое Ситно, Недружно и др.

### Гидрография
Около озера Дретунь. Примерно в 4 км на юг от деревни расположено озеро Измочка.

## История
С 1905 года в Николаевской волости Полоцкого уезда Витебской губернии Российской империи.
Во время сентябрьского наступления польской армии в 1919 году и занятия южной части Полоцка, в Дретунь было эвакуировано Управление уездной милиции.
В 1924—1927 годах центр Дретунского сельсовета.

## Население

### Численность
- 2009 год — 332 жителей

### Динамика
- 1999 год — 521 жителей (перепись населения)
- 2009 год — 332 жителей (перепись населения)[2]

## Улицы
- Зелёная
- Лесная
- Приозёрная и др.

## Инфраструктура
- Детский сад
- Лесничество
- Фельдшерско-акушерский пункт

## Достопримечательность
- Братская могила —  Историко-культурная ценность Республики Беларусь, шифр 213Д000663.

## Галерея
- Железнодорожная станция Дретунь
- Панорама
- Панорама
- Панорама
- Озер Дретунь
- Озер Дретунь